# Ǵoko Dineski
Ǵoko Dineski, mk. Ѓоко Динески (ur. 18 września 1972 w Kruszewo) – macedoński biegacz narciarski i biathlonista, olimpijczyk. Wystąpił w igrzyskach olimpijskich w 1998 roku, w Nagano, oraz w igrzyskach w 2002. Nie zdobył żadnych medali.

## Zimowe Igrzyska Olimpijskie 1998 w Nagano
| Konkurencja   | Eliminacje | Eliminacje | Finał   | Finał   | Klas. końcowa | Klas. końcowa |
| Konkurencja   | Czas       | Miejsce    | Czas    | Miejsce | Miejsce       |               |
| ------------- | ---------- | ---------- | ------- | ------- | ------------- | ------------- |
| bieg na 10 km | 39:39.3    | 90.        | 25:18.0 | 91.     | 91.           |               |

## Zimowe Igrzyska Olimpijskie 2002 w Salt Lake City
| Konkurencja | I zjazd   | I zjazd | II zjazd  | II zjazd | Klas. końcowa | Klas. końcowa |
| Konkurencja | Czas      | Miejsce | Czas      | Miejsce  | Miejsce       |               |
| ----------- | --------- | ------- | --------- | -------- | ------------- | ------------- |
| sprint      | 3:29.29   | 64.     |           |          | 64.           |               |
| sprint      | 1-33:33.9 | 68.     | 1-09:09.8 | 68.      | 68.           |               |